# Ларань-Монтеглен
Лара́нь-Монтегле́н (фр. Laragne-Montéglin, окс. L'Aranha Montaiglin) — коммуна во Франции, находится в регионе Прованс — Альпы — Лазурный Берег. Департамент коммуны — Верхние Альпы. Главный город кантона Ларань-Монтеглен. Округ коммуны — Гап.
Код INSEE коммуны — 05070.

## Население
Население коммуны на 2008 год составляло 3532 человека.
| 1962 | 1968 | 1975 | 1982 | 1990 | 1999 | 2008 |
| ---- | ---- | ---- | ---- | ---- | ---- | ---- |
| 2998 | 3579 | 3847 | 3647 | 3371 | 3296 | 3532 |

## Экономика
В 2007 году среди 1947 человек в трудоспособном возрасте (15—64 лет) 1355 были экономически активными, 592 — неактивными (показатель активности — 69,6 %, в 1999 году было 66,6 %). Из 1355 активных работали 1224 человека (630 мужчин и 594 женщины), безработных было 131 (43 мужчины и 88 женщин). Среди 592 неактивных 170 человек были учениками или студентами, 221 — пенсионерами, 201 были неактивными по другим причинам.

## Достопримечательности
- Замок Гаспар-де-Перрине (XVII век), исторический памятник. В подвале — музей.
- Церковь Арзелье.
- Церковь Сен-Мартен-де-Тур (XVII век).
- Церковь Сент-Маргерит.

## Фотогалерея

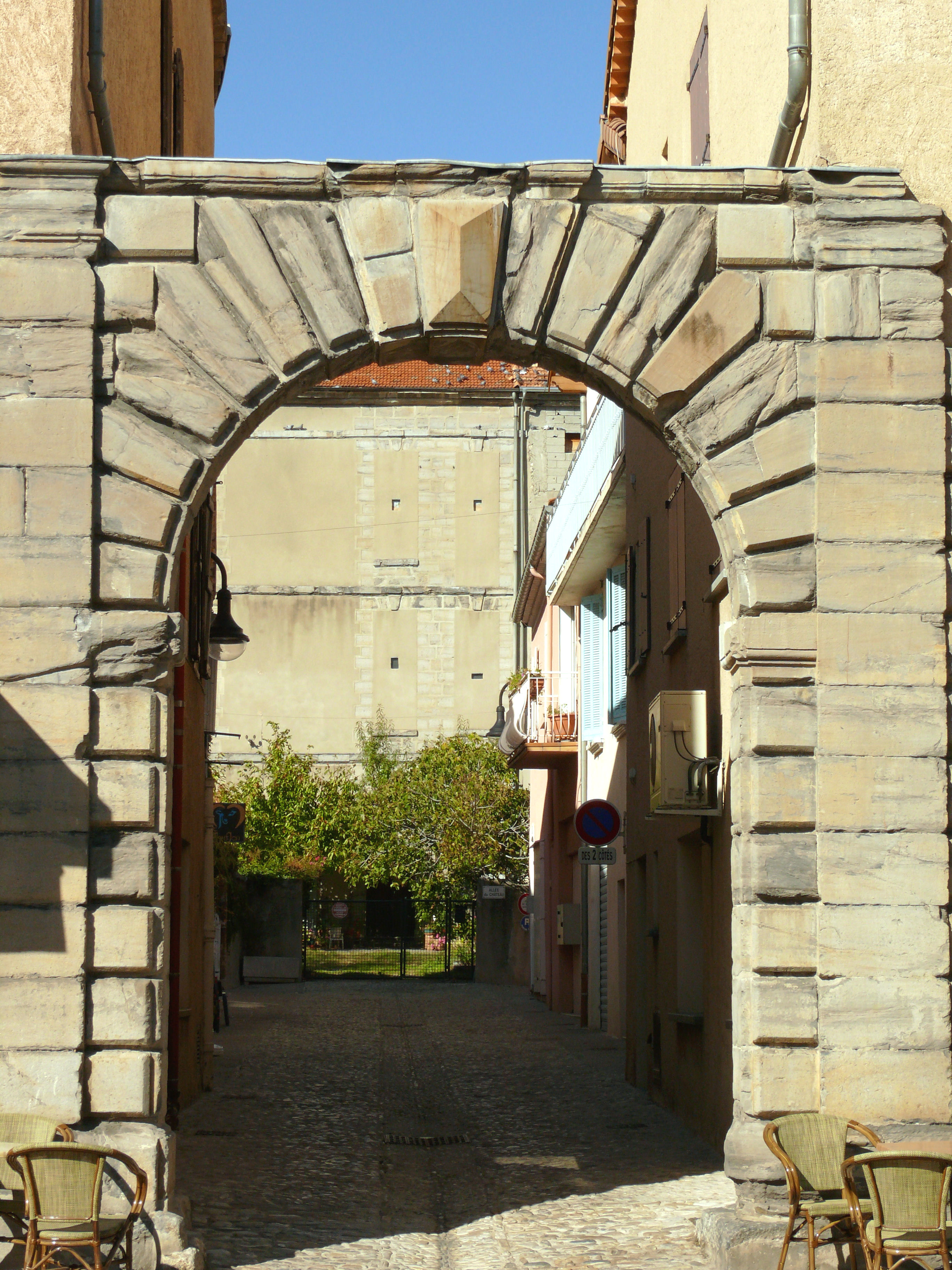
Замок
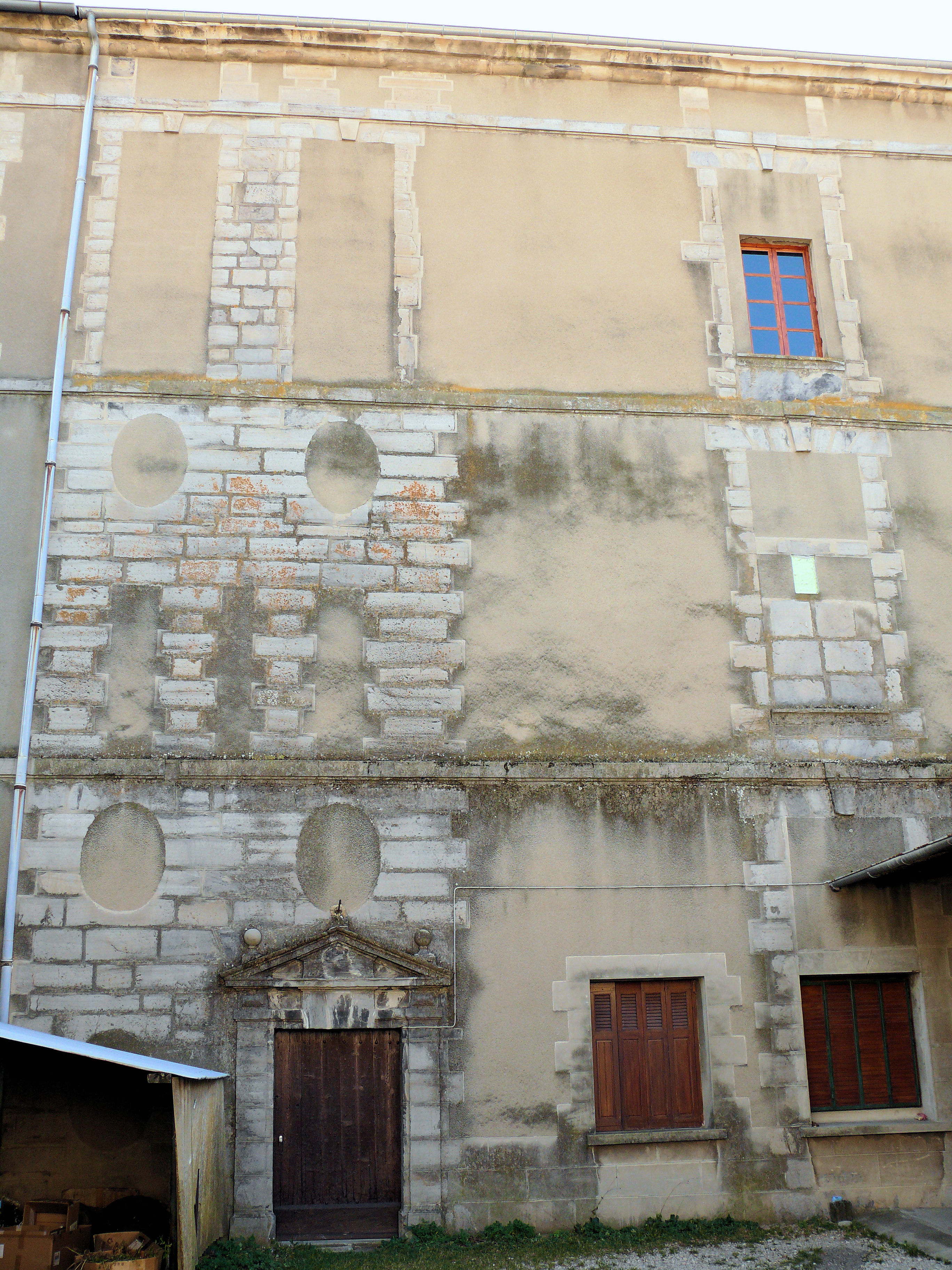
Замок
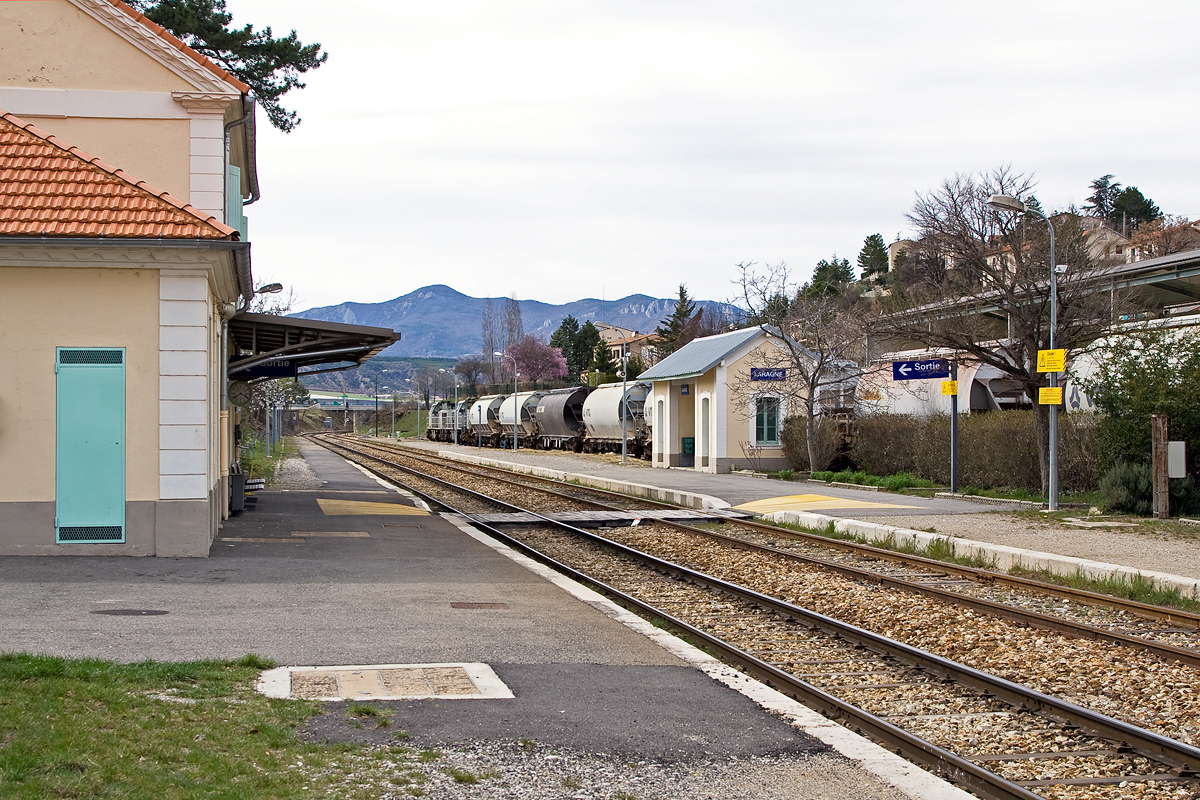
Вокзал